# جت (اکلاهما)
جت(به انگلیسی: Jet) شهری در ایالت اکلاهما کشور ایالات متحده آمریکا است که جمعیت آن در سرشماری سال ۲۰۱۰ میلادی، ۲۱۳ نفر بوده‌است.